# Tunel Brinje
Tunel Brinje je dvocjevni cestovni tunel na dionici Mala Kapela - Žuta Lokva autoceste A1. Za promet je otvoren 2004. U prometu su obje tunelske cijevi, a najveća dopuštena brzina je 100 km/h.

## Osnovni podatci
Duljine cijevi iznose 1542 m (lijeva) te 1540 m (desna). Širina voznih trakova je 3,5 m, a uz njih su dva rubna traka od 0,35 m, te revizijske staze širine 0,9 m. Sjeverni portal tunela je na nadmorskoj visini od 496 m, najviša točka tunela je na 503 m, a južni portal se nalazi na 495 m. 
Tunel se nadzire 24 sata u Centru za održavanje i kontrolu prometa Brinje. Opremljen je videokamerama, sustavom svjetlosne promjenjive signalizacije te sustavom za SOS intervenciju. U svakoj cijevi je ugibalište duljine 40 m i širine 3,5 m, a izgrađena su i tri pješačka prolaza između cijevi, svakih 240-300 m. Cijelom dužinom tunela izgrađen je automatski sustav za otkrivanje požara i vatrodojavu, te hidrantska mreža s ručnim vatrogasnim aparatima, uz 24 satno dežurstvo vatrogasne postrojbe HAC-a.
U okviru testiranja Euro TAP-a (European Tunnel Assessment Programme), tunel je 2007. proglašen najsigurnijim tunelom u Europi.

## Vanjske poveznice
- Tunel Brinje na stranicama HAC-a  Arhivirana inačica izvorne stranice od 17. srpnja 2014. (Wayback Machine)